# V1453 Геркулеса
V1453 Геркулеса (лат. V1453 Herculis) — двойная затменная переменная звезда типа W Большой Медведицы (EW) в созвездии Геркулеса на расстоянии приблизительно 992 световых лет (около 304 парсек) от Солнца. Видимая звёздная величина звезды — от +14,34m до +13,58m. Орбитальный период — около 0,2265 суток (5,4367 часа).
Открыта проектом SuperWASP в 2011 году**.

## Характеристики
Первый компонент — оранжевый карлик спектрального класса K. Масса — около 0,86 солнечной, радиус — около 0,75 солнечного, светимость — около 0,207 солнечной. Эффективная температура — около 4500 K.
Второй компонент — оранжевый карлик спектрального класса K. Масса — около 0,57 солнечной, радиус — около 0,63 солнечного, светимость — около 0,146 солнечной. Эффективная температура — около 4500 K.